# Będów (przystanek kolejowy)
Będów – przystanek osobowy w Będowie, w gminie Czerwieńsk, w powiecie zielonogórskim, w województwie lubuskim, w Polsce.

## Wymiana pasażerska
| Rok  | Wymiana pasażerska na dobę |
| ---- | -------------------------- |
| 2017 | 50-99                      |
| 2022 | 20-49                      |